# Roland Ströhm
Ernst Roland Ströhm (2 de março de 1928 — 20 de outubro de 2017) foi um ciclista sueco que competia em provas de estrada.

## Melbourne 1956
Ströhm competiu nos Jogos Olímpicos de Verão de 1956 em Melbourne, onde fez parte da equipe sueca que terminou em quinto lugar no contrarrelógio por equipes. Individualmente, terminou na vigésima posição.